# びっくりか
『びっくりか』は、NHK教育テレビジョンで2002年4月8日から2005年3月16日まで放送されていた小学校4年生向けの学校放送（教科：理科）である。

## 概要
インターネット新聞「びっくりかスクープ」の編集長であるセイ子が、ネット通販で購入したロボット「デー太」とともに、身近な不思議を解明するスクープを探す。セイ子が未熟な見解を記事にしようとすると、ネットモンスターのメチャモンがそれにイチャモンをつけ、それを受けてセイ子がさらに調査を進めることで、びっくりするようなスクープが完成する。

## 放送時間
いずれも日本標準時、別の時間帯での再放送あり。
| 期間                         | 放送時間             |
| ---------------------------- | -------------------- |
| 2002年4月8日 - 2003年3月17日 | 月曜日 10:00 - 10:15 |
| 2003年4月2日 - 2005年3月16日 | 水曜日 10:45 - 11:00 |

## キャスト
メチャモン以外は前身番組『ふしぎ研究所』にも登場していた。
セイ子
演 - たくませいこ
デー太
声 - 長島雄一（後のチョー）
操作 - 林佳
メチャモン
声 - 松岡洋子
CGのキャラクター。

## 放送リスト
| 回 | タイトル                       | 初回放送日     |
| -- | ------------------------------ | -------------- |
| 1  | 春のぞう木林                   | 2002年04月08日 |
| 2  | ツバメのくらし                 | 2002年04月22日 |
| 3  | 光電池のはたらき               | 2002年05月13日 |
| 4  | パワーアップかん電池           | 2002年05月27日 |
| 5  | 夏のぞう木林                   | 2002年06月10日 |
| 6  | びっくりか全国大調査 ツバメ    | 2002年06月24日 |
| 7  | 星ざを見つけよう               | 2002年07月08日 |
| 8  | 月の観察                       | 2002年08月26日 |
| 9  | 空気の力                       | 2002年09月16日 |
| 10 | 秋のぞう木林                   | 2002年09月30日 |
| 11 | 温度と体積                     | 2002年10月18日 |
| 12 | 金ぞくのあたたまり方           | 2002年10月28日 |
| 13 | 水や空気のあたたまり方         | 2002年11月11日 |
| 14 | 冬鳥のくらし                   | 2002年11月25日 |
| 15 | びっくりか全国大調査 星        | 2002年12月09日 |
| 16 | 冬のぞう木林                   | 2003年01月06日 |
| 17 | 空気の中の水                   | 2003年01月27日 |
| 18 | 氷・水・水じょう気             | 2003年02月03日 |
| 19 | 季節と生き物                   | 2003年02月24日 |
| 20 | びっくりか手作りおもちゃ大集合 | 2003年03月10日 |